# Eurema phiale
Eurema phiale is een vlindersoort uit de familie van de Pieridae (witjes), onderfamilie Coliadinae.
Eurema phiale werd in 1775 beschreven door Cramer.